# Sancti-Spíritus (Extremadura)
Sancti-Spíritus este un oraș din Spania, situat în provincia Badajoz din comunitatea autonomă Extremadura. Are o populație de 253 de locuitori (2007).